# Калашово
Калашово — деревня в Великоустюгском районе Вологодской области.
Входит в состав Юдинского сельского поселения, с точки зрения административно-территориального деления — в Юдинский сельсовет.
Расстояние по автодороге до районного центра Великого Устюга — 1,5 км, до центра муниципального образования Юдино — 1 км.
По переписи 2002 года население — 48 человек (23 мужчины, 25 женщин). Преобладающая национальность — русские (96 %).